# 江利川祐
江利川 祐（えりかわ ひろし、1973年5月20日 - ）は、日本のプロレスラー。

## 来歴
1999年、闘龍門の6期生として入門。しかし、メキシコへ渡り、デビュー予定も、練習中に足を怪我し断念。歩行することもままならず、結果この怪我はリハビリを含め10年付き合うことになる。治癒後同期であるミラノコレクションA.T.の薦めでDDTのテストを受けるが、年齢制限に引っ掛かり再び挫折。その後、WNCに入門するが練習中に肋骨を骨折。WNC自体も消滅する。
2014年2月にシアタープロレス花鳥風月に入門。練習生としてエキシビションマッチに出場し、エキシビション無敗（すべて時間切れ引き分け）のまま11月16日、東京花鳥風月・新宿FACE大会の査定試合で高岩竜一、リッキー・フジらの査定とファンの支持を経てプロデビューが決定。同大会に参戦していた闘龍門時代のコーチである新井健一郎をデビュー戦の相手として逆指名した。12月13日、シアタープロレス東京花鳥風月・王子BASEMENT MONSTER大会における新井健一郎戦で、練習生としての入門から足掛け15年目のプロデビュー。なお、この試合はエナジードリンクのマッドクロックが冠協賛スポンサーにつくという破格のデビュー戦となった。
2015年4月18日、シアタープロレス花鳥風月・シアター・バビロンの流れのほとりにて大会における、マッチョ・マイケルズ戦でプロ初勝利。
6月19日、MITSUMOTO自主興行・新木場大会において瓦井寿也、ウルフ・スター☆と3WAY戦で激突。
8月7日、松山座ではジンジャー・廣瀬と組んでタクミ・座・グレート、怨霊組と対戦。
10月29日、ファイヤープロレス青森河西体育センター大会では魔世軍6号と対戦。30日ファイアープロレス青森はまなす会館大会では魔世軍4号と対戦。それぞれ土をつけられ魔世軍との遺恨が発生した。
2017年5月29日、新たな可能性を広げるため花鳥風月退団が発表される。

## 人物
- 好きなものはラーメン。ミラノコレクションA.T.とはラーメン博物館でラーメンを食べながら、練習生募集団体を検索した[8]。
- また、試合がない日は花鳥風月運営のラーメン店でも従業員として働いている。
- ミラノコレクション以外の同期には、みちのくプロレスの大柳錦也がおり、2016年6月11日、横浜グランドスラムにて年内引退を表明している大柳とスペシャルエキシビジョンマッチを行った[9]。同年10月22日、新木場での東京ラストファイト大会には花束を持って登場している。

## 得意技
ショルダータックル
スタナー
初勝利を奪った技。フォームはエースクラッシャーに近い。
下水道クラッチ
江利川式外道クラッチ。
タイタニック
江利川式ヨシタニック。

## 入場テーマ曲
- 「情熱の嵐」西城秀樹
- 「ゴジラのテーマ1991」作曲：伊福部昭
- 「フットルース＋ゴジラのテーマ」[12]

## 出演

### ドラマ
- 豆腐プロレス（2017年1月21日 -7月2日 、テレビ朝日） - フェアー大河内 役

### CM
- 忍者WARS事務局「忍者WARS決戦予告」ハットトリック＆オウンゴールのゆくえ編[13]（2016年9月）

### イベント
- 豆腐プロレス The REAL 2017 WIP CLIMAX in 後楽園ホール（2017年8月29日、後楽園ホール） - フェアー大河内 役
- 豆腐プロレス The REAL 2018 WIP QUEENDOM in 愛知県体育館（2018年2月23日、愛知県体育館） - フェアー大河内 役[14]